# 伊莱沙·格雷夫斯·奥的斯
伊莱沙·格雷夫斯·奥的斯（英語：Elisha Graves Otis，1811年8月3日—1861年4月8日），美国企业家、发明家，奥的斯电梯公司创始人，佛蒙特州人，1852年发明了一种可防止电梯在提升电缆时发生故障而跌落的安全装置，被视为电梯的发明者。